# フランチェスコ・リベッタ
フランチェスコ・リベッタ（Francesco Libetta, 1968年10月16日 - ）はイタリアのピアニスト、作曲家。

## 略歴
ジノ・マリヌッツィとジャック・カスタレードに作曲を師事し、IRCAMの研究員にもなった。しかしながら、彼は作曲家からピアニストとしての活動にシフトした。
彼の業績で注目されたのは、ゴドフスキーの『ショパンのエチュードによる練習曲』を一晩で全曲演奏したことであり、カルロ・グランテの水準を大きく超えると言われて世界中で話題となった。その後も独創的なプロジェクトは多く、ツェルニーの『50番練習曲』をライブ演奏したり、あまり試みられない19世紀の秘曲を演奏したりしている。
また、イタリアの作曲家フランコ・オッポの『ピアノ協奏曲第1番』の初演者でもあり、現在も世界中の音楽祭に招かれて活動している。